# Felis lybica
Felis lybica ist eine Art aus der Familie der Katzen, die in drei verschiedenen Unterarten in Afrika, Westasien, Zentralasien und Indien heimisch ist.
Die Vertreter von Felis lybica galten bis zu einer Revision der Systematik im Jahr 2017 als Unterarten der Wildkatze (Felis silvestris) und erhielten dann den Status einer neu benannten Art; für diese gibt es daher noch keinen etablierten deutschen Namen.

## Merkmale
Felis lybica ist sandfarben (beige bis grau oder rötlich) und schlank. Exemplare, die in trockenen Regionen leben, sind in der Regel heller und weniger deutlich gestreift oder gepunktet als die in feuchteren Gegenden. Männchen erreichen eine Kopf-Rumpf-Länge von 46 bis 74 cm, haben einen 25 bis 36,8 Zentimeter langen Schwanz und erreichen ein Gewicht von 2 bis 6,2 kg. Weibchen sind mit einer Kopf-Rumpf-Länge von 40,6 bis 62 cm, einem 22 bis 35,5 Zentimeter langen Schwanz und einem Gewicht von 2 bis 5,5 kg in der Regel etwas kleiner und leichter als die Männchen.
Von der Europäischen Wildkatze (Felis silvestris) unterscheidet sich Felis lybica durch ihr kürzeres Fell und die Morphologie des Schädels. Ihre Schnauze ist proportional schmaler, die Backenzahnreihen sind länger und die Backenzähne sind größer.
Alle drei Unterarten von Felis lybica gleichen in Aussehen und Form den (kurzhaarigen) Hauskatzen. Bei diesen sind jedoch die Rückseiten der Ohren in der Regel dunkelgrau oder schwärzlich, höchstens mit einem schwachen rötlichen Schimmer an der Ohrbasis, während die Rückseiten der Ohren bei den afrikanischen Wildkatzen rotbraun sind und bei den asiatischen gelblich oder khakifarben. Außerdem hat Felis lybica längere Beine als Hauskatzen.

## Unterarten und Systematik

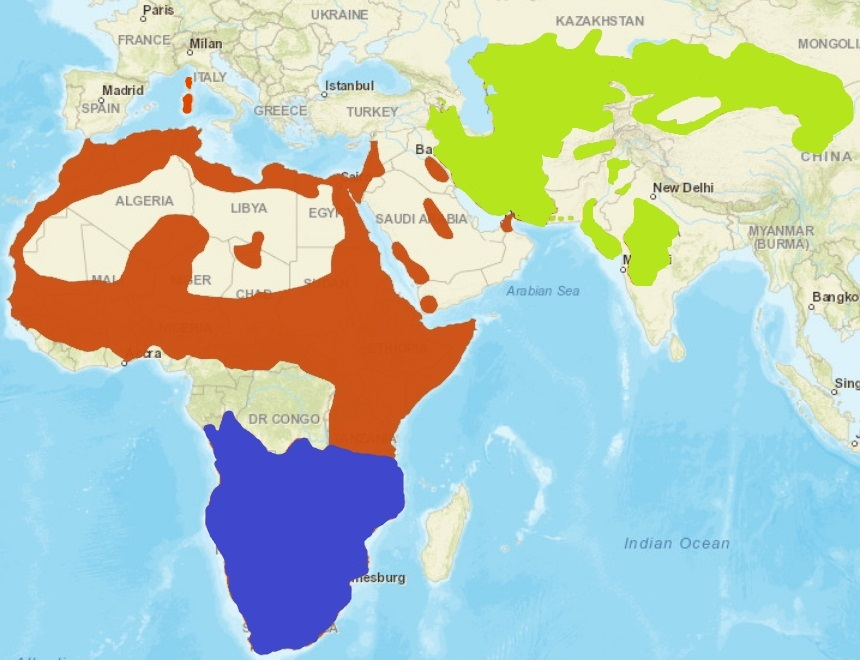
Falbkatze
Südafrikanische Wildkatze
Asiatische Wildkatze

Nach einer im Jahr 2017 veröffentlichten Revision der Katzensystematik durch die Cat Specialist Group der IUCN wird Felis lybica in drei Unterarten unterteilt.
- Die Falbkatze oder Afrikanische Wildkatze (Felis lybica lybica) bewohnt Nord-, West- und den Norden von Ostafrika, die Arabische Halbinsel und angrenzende Teile Südwest-Asiens sowie einige Mittelmeerinseln.

- Die Südafrikanische Wildkatze (Felis lybica cafra) kommt in Afrika südlich des Kongobeckens vor. Der genaue Verlauf der Grenze zwischen den Verbreitungsgebieten von Falbkatze und F. l. cafra ist nicht bekannt.

- Die Asiatische Wildkatze oder Steppenkatze (Felis lybica ornata) ist vom Iran bis ins westliche Indien und Zentralasien verbreitet, wo sie bis Nordwestchina und in die Mongolei vordringt.

Die drei Unterarten wurden ursprünglich der Wildkatze (Felis sylvestris) zugeordnet. Da die Europäische Wildkatze aber seit der Revision der Katzensystematik als eigenständige Art gilt, wurde Felis lybica die wissenschaftliche Bezeichnung für die Sammelart der drei Unterarten. Der Name Felis lybica wurde im Jahr 1780 durch den deutschen Naturforscher Georg Forster eingeführt, in einem Werk, in dem er sich mit der Naturgeschichte des französischen Naturforschers Georges-Louis Leclerc de Buffon auseinandersetzte.

## Lebensraum und Lebensweise

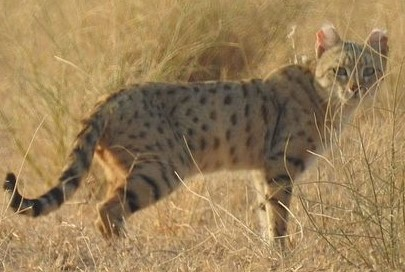
Eine Asiatische Wildkatze in Rajasthan

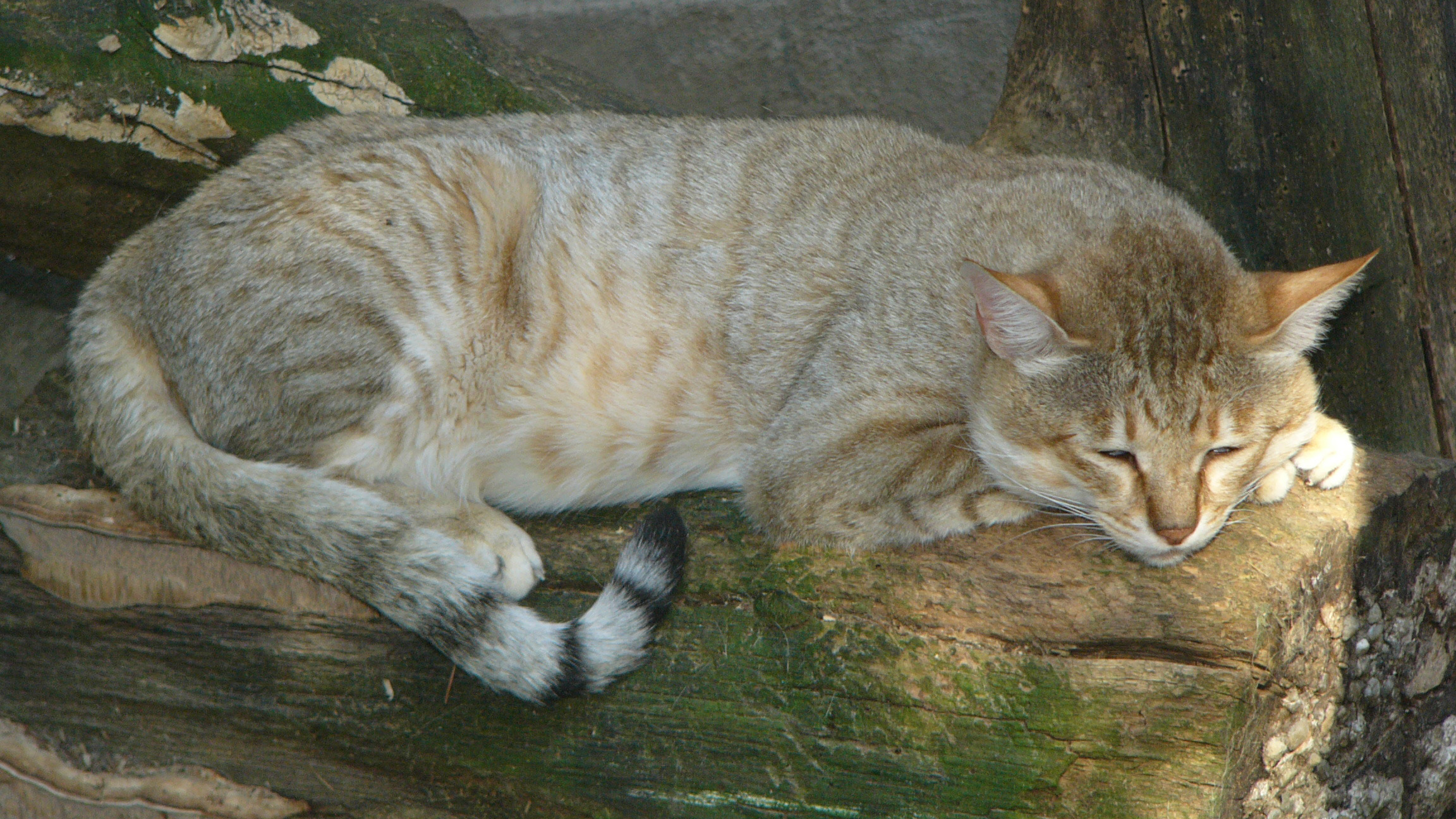
Eine Falbkatze aus dem Nordwesten des Oman (Schamal al-Batina)

Aufgrund des großen, sich über zwei Kontinente erstreckenden Verbreitungsgebietes kommt Felis lybica in sehr unterschiedlichen Habitaten vor. Die Katzen fehlen in der Regel in Gebieten, in denen die jährliche Niederschlagsmenge weniger als 100 mm beträgt. Ausnahmen sind trockene Gebiete in unmittelbarer Nähe eines Gewässers. Außerdem muss der Lebensraum Deckung in Form von Sträuchern, großen Grasbüscheln, Felsen oder auch Kulturpflanzen bieten. Die Deckung ist sowohl für das Anschleichen an Beutetiere als auch zum Verbergen vor größeren Raubtieren nötig. Felis lybica ist nachtaktiv und jagt vor allem am Boden, kann jedoch auch klettern. Hauptnahrung von Felis lybica sind Nagetiere, außerdem werden Insekten und andere Gliederfüßer, kleine Reptilien wie Skinke, Eidechsen und Schlangen, kleine Vögel und in Ausnahmefällen auch etwas größere Säugetiere wie Kaninchen, Hasen, junge Antilopen und Lämmer erbeutet. Ein Gewicht von drei bis vier Kilogramm scheint die obere Grenze für das Gewicht der Beutetiere zu sein.
Felis lybica ist einzelgängerisch und bildet Reviere, wobei Reviere der Männchen deutlich größer sind als die der Weibchen. Die Grenzen der Reviere werden von beiden Geschlechtern durch Urin markiert. Die Lautäußerungen von Felis lybica entsprechen denen der Hauskatze. Die Tragzeit beträgt 56 bis 65 Tage und pro Wurf werden ein bis fünf Jungtiere geboren, die mit geschlossenen Augen geboren werden und dann ein Gewicht von 80 bis 120 Gramm haben. Die Geburten finden in der Regel in einem unterirdischen Bau, einer kleinen Höhle, in einem Spalt zwischen Felsen oder einem sonstigen Versteck statt. In Gefangenschaft gehaltene Exemplare von Felis lybica vermehrten sich bis zu zwei Mal im Jahr und erreichten ein Maximalalter von 15 Jahren.